# Dracula pusilla
Dracula pusilla  é uma espécie de orquídea epífita de crescimento cespitoso cujo gênero é proximamente relacionado às Masdevallia, parte da subtribo Pleurothallidinae. Esta espécie é originária do sudeste do México ao Panamá e, supostamente, da Colômbia, onde habita florestas úmidas e nebulosas das montanhas.